# Primaire sector

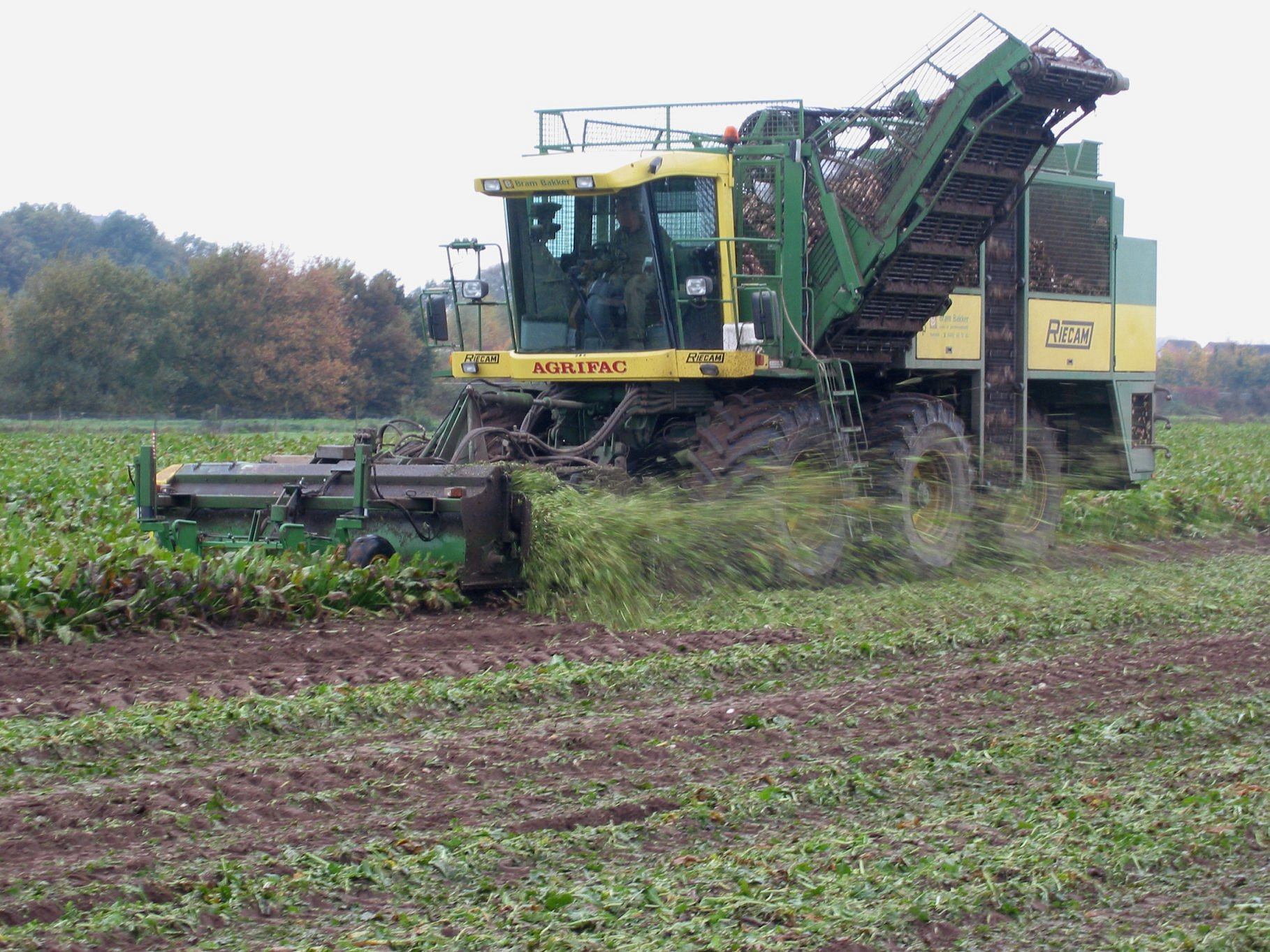
Bietenrooier met voorraadbunker

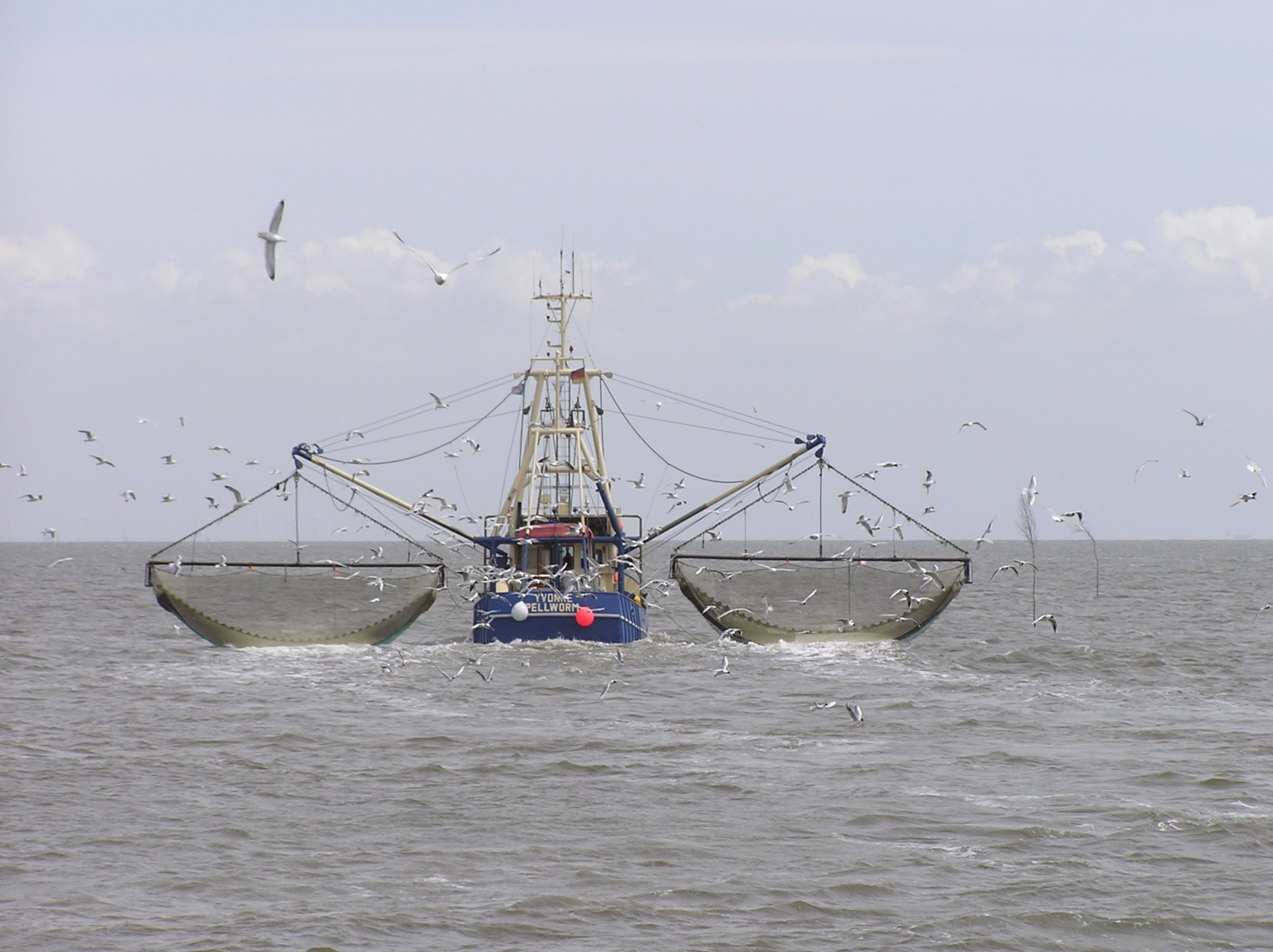
Visserij op de Noordzee

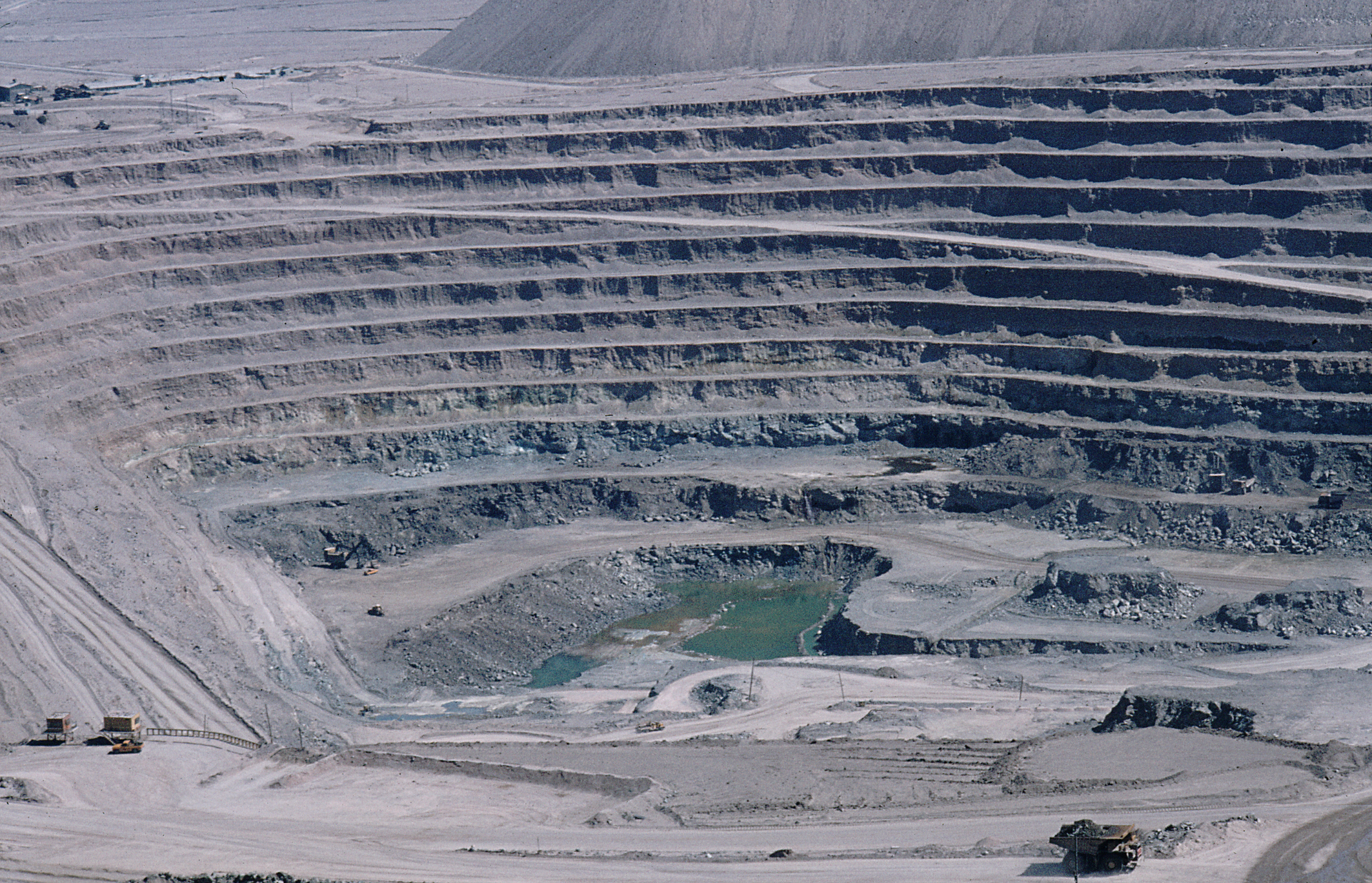
Open mijnbouw in Chili

De agrarische sector of primaire sector is de economische sector die grondstoffen en voedsel levert. De verwerking gebeurt in de secundaire sector. De benaming wordt wel gerelateerd aan de meso-economie, die bedrijfstakken bestudeert. 
De primaire sector beslaat de sectoren: 
- landbouw: het geheel van economische activiteiten waarbij het natuurlijke milieu wordt aangepast ten behoeve van de productie van planten en dieren voor menselijk gebruik. Bijvoorbeeld veeteelt: tak van landbouw waarbij men vee houdt voor het verkrijgen van melk, eieren, vlees of bont. Door selectief te kruisen kunnen de gewenste eigenschappen van het nageslacht verbeterd worden
- jacht: het zoeken naar en uiteindelijk proberen te doden van wilde dieren, vanuit een behoefte aan voedsel, ter bestrijding van schade of overlast, als sport of als natuurbeheersmaatregel
- visserij: activiteit om organismen uit het water te halen, zoals vissen, week- schaal- en schelpdieren, zoogdieren, algen en wieren, gericht deels op voedselvoorziening (directe en indirecte voedselvoorziening) en deels als productiegrondstof (voor onder andere lijm)
- delfstoffenwinning: systematisch voor bijzonder gebruik of verwerking aan de bodem onttrekken van stoffen in vloeibare, vaste of gas vorm

In het secundair onderwijs worden de extractieve bedrijven (=bedrijven die grondstoffen uit de bodem halen) of ontginningsbedrijven bij de primaire sector geplaatst. In de Belgische statistieken worden ze echter bij de tweede (secundaire) sector gevoegd.